# Gabriele Appel
Gabriele Marion Appel, née le 17 janvier 1958 à Viersen (Allemagne de l'Ouest), est une ancienne joueuse de hockey sur gazon allemande. Elle est médaillée d'argent aux Jeux de 1984.

## Carrière
Gabriele Appel est détentrice d'une médaille d'argent olympique en 1984, de deux titres mondiaux en 1976 et 1984, de deux médailles d'argent mondiales en 1978 et 1986 et d'une médaille de bronze européenne en 1984.

## Palmarès

### Jeux olympiques
- médaille d'argent du tournoi féminin en 1984 à Los Angeles,  États-Unis

### Coupe du monde
- médaille d'or en 1976 à Berlin,  Allemagne de l'Ouest
- médaille d'or en 1981 à Buenos Aires,  Argentine
- médaille d'argent en 1978 à Madrid,  Espagne
- médaille d'argent en 1986 à Amsterdam,  Pays-Bas